# Хилле
Хилле (нем. Hille) — община в Германии, в земле Северный Рейн-Вестфалия.
Подчиняется административному округу Детмольд. Входит в состав района Минден-Люббекке. Население составляет 16 167 человек (на 31 декабря 2010 года). Занимает площадь 102,99 км².
Коммуна подразделяется на 9 сельских округов.

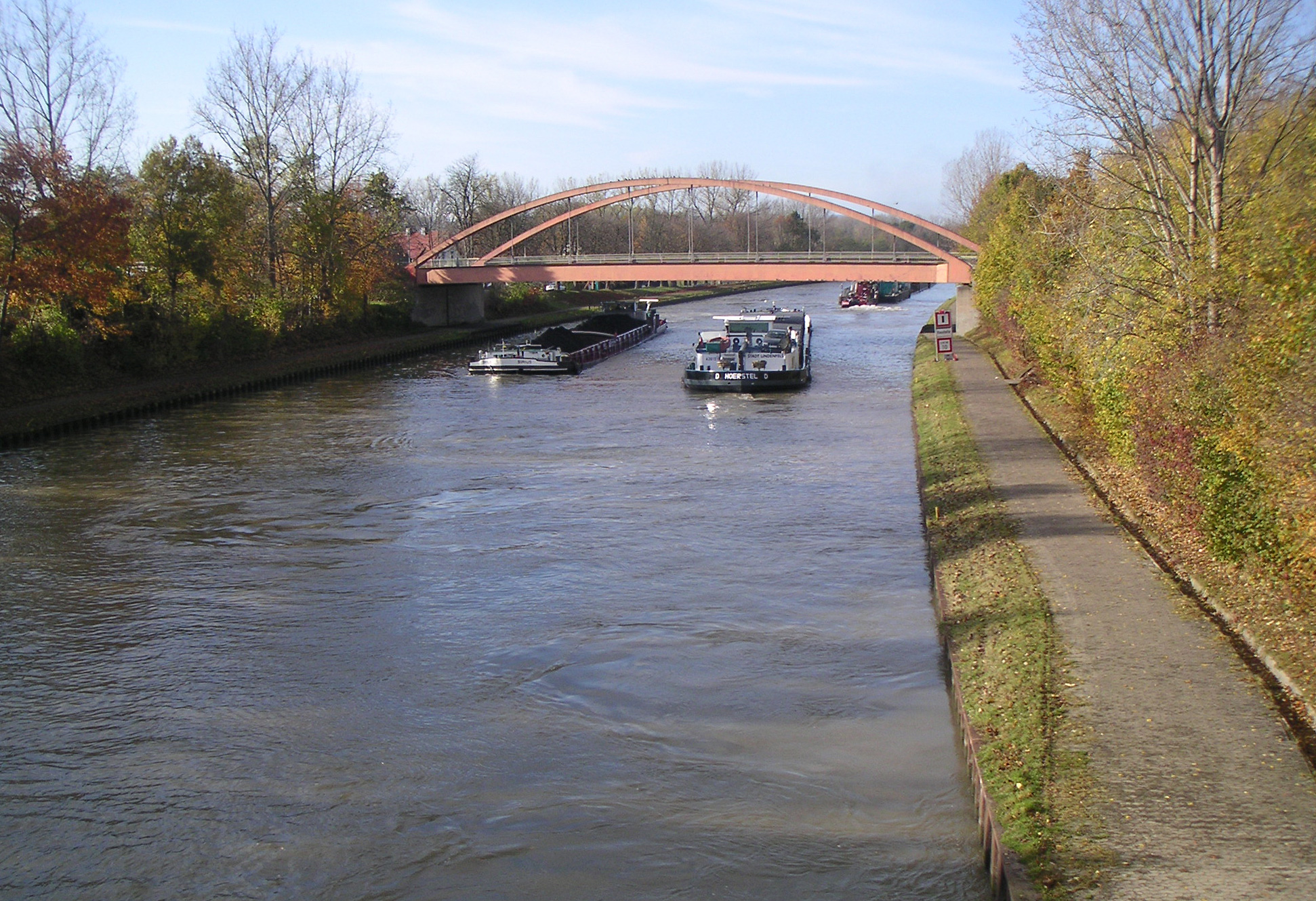
Хилле